# Dolichacantha macrodon
Dolichacantha macrodon är en svampdjursart som beskrevs av Jörn Hentschel 1914. Dolichacantha macrodon ingår i släktet Dolichacantha och familjen Acarnidae. Inga underarter finns listade i Catalogue of Life.